# Mistrzostwa Świata w Kajakarstwie Górskim 1991
22. Mistrzostwa świata w kajakarstwie górskim odbyły się w dniach 19–23 czerwca 1991 roku w Tacen, w Jugosławii. Zawodnicy rywalizowali ze sobą w ośmiu konkurencjach: czterech indywidualnych i czterech drużynowych.

## Końcowa klasyfikacja medalowa
| Miejsce | Państwo           | Złoto | Srebro | Brąz | Razem |
| ------- | ----------------- | ----- | ------ | ---- | ----- |
| 1       | Francja           | 4     | 1      | 2    | 7     |
| 2       | Niemcy            | 2     | 1      | 3    | 6     |
| 3       | Stany Zjednoczone | 1     | 2      | 1    | 4     |
| 4       | Wielka Brytania   | 1     | 0      | 1    | 2     |
| 5       | Czechosłowacja    | 0     | 3      | 1    | 4     |
| 6       | Jugosławia        | 0     | 1      | 0    | 1     |

## Medaliści
| Konkurencja:           | Złoto: | Srebro:                                                                                                 | Brąz: |
| C-1 mężczyzn           | Martin Lang | Adam Clawson                                                                                            | Jacky Avril                                                                                               |
| C-1 drużynowo mężczyzn | Stany Zjednoczone · Adam Clawson · Jon Lugbill · Jed Prentice                                                  | Francja · Jacky Avril · Hervé Delamarre · Emmanuel Brugvin                                              | Wielka Brytania · Mark Delaney · Bill Horsman · Gareth Marriott                                           |
| C-2 mężczyzn           | Francja · Frank Adisson · Wilfrid Forgues                                                                      | Czechosłowacja · Jiří Rohan · Miroslav Šimek                                                            | Francja · Emmanuel del Rey · Thierry Saidi                                                                |
| C-2 drużynowo mężczyzn | Francja · Frank Adisson i Wilfrid Forgues · Emmanuel del Rey i Thierry Saidi · Gilles Lelievre i Jérôme Daille | Czechosłowacja · Jiří Rohan i Miroslav Šimek · Petr Štercl i Pavel Štercl · Viktor Beneš i Milan Kučera | Niemcy · Michael Trummer i Manfred Berro · Stephan Bittner i Volker Nerlich · Frank Hemmer i Thomas Loose |
| K-1 mężczyzn           | Shaun Pearce                                                                                                   | Marjan Štrukelj                                                                                         | Martin Hemmer                                                                                             |
| K-1 drużynowo mężczyzn | Francja · Manuel Brissaud · Gilles Clouzeau · Jean-Michel Regnier                                              | Niemcy · Thomas Becker · Michael Glöckle · Michael Seibert                                              | Czechosłowacja · Luboš Hilgert · Peter Nagy · Pavel Přindiš                                               |
| K-1 kobiet             | Elisabeth Micheler                                                                                             | Dana Chladek                                                                                            | Kordula Striepecke                                                                                        |
| K-1 drużynowo kobiet   | Francja · Myriam Jerusalmi · Anouk Loubie · Marianne Agulhon                                                   | Czechosłowacja · Zdenka Grossmannová · Štěpánka Hilgertová · Marcela Sadilová                           | Stany Zjednoczone · Kirsten Brown-Fleschman · Dana Chladek · Kara Ruppel                                  |